# Federico Mattiello
Federico Mattiello (* 14. Juli 1995 in Borgo a Mozzano) ist ein italienischer Fußballspieler. Der Mittelfeldspieler war auch in den Niederlanden aktiv.

## Spielweise
Mattiello wird als Linksfuß und aufgrund seiner Schnelligkeit vorwiegend im linken Mittelfeld eingesetzt. Allerdings kann er aufgrund seiner Flexibilität auch als rechter oder zentraler Mittelfeldspieler sowie als Außenverteidiger eingesetzt werden.

## Karriere

### Im Verein
Mattiello begann mit dem Fußballspielen in einem kleineren Verein in der Provinz Lucca, aus der er stammt. Mattiello wurde 2009 in die Jugendakademie von Juventus Turin aufgenommen und durchlief bis 2014 dort sämtliche Juniorenmannschaften. Von 2012 bis 2014 spielte er in der Primavera-Mannschaft Juves, die unter anderem auch an der UEFA Youth League teilnimmt. Mit dieser konnte er in der Spielzeit 2012/13 die Coppa Italia Primavera gewinnen.
Erste Erfahrungen im Profibereich machte Mattiello in der Spielzeit 2013/14, in der er nicht zum Profikader gehörte, jedoch in den Spielen gegen die SSC Neapel und den FC Parma im März 2014 auf der Bank saß. Im August 2014 wurde er dann aus der Jugendabteilung in den Profibereich übernommen und erhielt seinen ersten Profivertrag, der bis zum 30. Juni 2017 läuft. Nach einer guten Saisonvorbereitung unter dem neuen Trainer Massimiliano Allegri stand Mattiello bis zum 10. Spieltag bei jedem Spiel im Kader, blieb jedoch ohne Einsatz. Am 11. Spieltag bei der Partie gegen den FC Parma der Saison 2014/15 wurde er in der 82. Minute beim Stand von 6:0 für Claudio Marchisio eingewechselt. Das Spiel endete nach einem weiteren Treffer Álvaro Moratas mit 7:0.
Für die Rückrunde der Saison 2014/15 wurde Matiello zu Chievo Verona ausgeliehen. Beim Heimspiel Chievos gegen die AS Rom brach sich Mattiello nach einem Zweikampf mit dem Römer Radja Nainggolan das Schien- und Wadenbein. Das Leihgeschäft mit Chievo Verona wurde auf die Spielzeit 2015/16 ausgeweitet und Mattiello feierte am 18. Oktober 2015 sein Comeback für Chievo. Kurz darauf brach sich Mattiello jedoch das Bein und fiel erneut lange aus, sodass er zu keinem weiteren Einsatz für Chievo kam und in eineinhalb Jahren lediglich in vier Partien zum Einsatz kam.
Zur Spielzeit 2016/17 kehrt Mattiello zu Juventus zurück und wurde im September 2016 wieder in den Kader aufgenommen. Nach einem Jahr ohne Einsatz wurde er im Sommer 2017 an SPAL Ferrara verliehen.

### In der Nationalmannschaft
Mattiello wurde im Oktober 2010 erstmals für eine Juniorenauswahl Italiens berufen. Am 12. Oktober bestritt er seine erste Partie für die U-16-Nationalmannschaft. Es folgten fünf weitere Einsätze sowie ein Treffer. Ein Jahr später absolvierte er am 14. September 2011 sein Debüt für die U-17-Auswahl bei der 0:1-Niederlage gegen Israel. Insgesamt bestritt er acht Partien für die U-17. Nach einer längeren Phase ohne Berufung in eine Juniorenauswahl folgte im Oktober 2014 die Nominierung in den Kader der U-20-Nationalmannschaft. Am 9. Oktober kam er unter Alberigo Evani bei der 1:2-Niederlage gegen Polen erstmals zum Einsatz.

## Erfolge
- Italienischer Meister: 2016/17
- Italienischer Pokalsieger: 2016/17